# ヴィチェンツァ県

ヴィチェンツァ県
Provincia di Vicenza

ヴィチェンツァ県（ヴィチェンツァけん、イタリア語: Provincia di Vicenza）は、イタリア共和国ヴェネト州に属する県。県都はヴィチェンツァ。

## 地理

### 位置・広がり
ヴェネト州の西部に位置する。県都ヴィチェンツァは、パドヴァから北西へ30km、ヴェローナから北北東へ45km、トレヴィーゾから西南西へ56km、州都ヴェネツィアから西へ65kmの距離にある。
隣接する県は以下の通り。
- トレント県（トレンティーノ＝アルト・アディジェ州） - 北

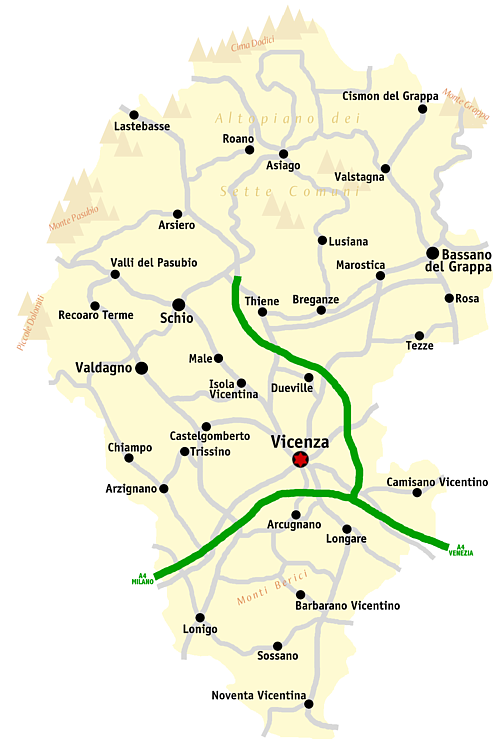
ヴィチェンツァ県概略図

- ベッルーノ県 - 北東
- トレヴィーゾ県 - 東
- パドヴァ県 - 南
- ヴェローナ県 - 西

### 県内の地域と主要な都市
2001年の国勢調査に基づく居住地区（Località abitata）別人口統計よれば、人口1万5000人以上の都市は以下の通り。（　）内は所属コムーネ（自治体）名を示すが、都市名と同一の場合は省いた。
- ヴィチェンツァ - 103,051人
- バッサーノ・デル・グラッパ - 36,332人
- スキーオ - 31,918人
- ヴァルダーニョ - 22,946人
- ティエーネ - 19,450人
- アルツィニャーノ - 19,022人
- モンテッキオ・マッジョーレ＝アルテ・チェッカート（モンテッキオ・マッジョーレ市） - 18,491人

- ヴィチェンツァ
- バッサーノ・デル・グラッパ

## 行政区画

### コムーネ
ヴィチェンツァ県には113のコムーネが属する。主要なコムーネ（人口上位15位）は下表の通り。左端の数字はISTATコードを示す。人口は2012年1月1日現在。
右の地図中の番号は、コムーネのISTATコード下3桁を示す。下表に掲げた主要なコムーネのうち、地図中に名称を記さなかったものについては、番号を太字で示した。
| コード | 自治体名                   | 人口    |
| ------ | -------------------------- | ------- |
| 024116 | ヴィチェンツァ             | 111,222 |
| 024012 | バッサーノ・デル・グラッパ | 42,871  |
| 024100 | スキーオ                   | 39,129  |
| 024111 | ヴァルダーニョ             | 26,557  |
| 024008 | アルツィニャーノ           | 25,545  |
| 024061 | モンテッキオ・マッジョーレ | 23,306  |
| 024105 | ティエーネ                 | 23,241  |
| 024052 | ロニーゴ                   | 15,601  |
| 024055 | マーロ                     | 14,715  |
| 024086 | ロマーノ・デッツェリーノ   | 14,499  |
| 024026 | カッソーラ                 | 14,098  |
| 024087 | ロザ                       | 14,091  |
| 024038 | ドゥエヴィッレ             | 13,889  |
| 024057 | マロースティカ             | 13,781  |
| 024029 | キャンポ                   | 12,865  |

21世紀に入って以降、以下のコムーネ統廃合 (it:Fusione di comuni italiani) が行われている。
2017年発足
- ヴァル・リオーナ（グランコーナ、サン・ジェルマーノ・デイ・ベーリチが合併）

2018年発足
- バルバラーノ・モッサーノ（バルバラーノ・ヴィチェンティーノ、モッサーノが合併）

2019年発足
- ヴァルブレンタ（カンポロンゴ・スル・ブレンタ、チズモーン・デル・グラッパ 、サン・ナザーリオ、ヴァルスターニャが合併）
- コルチェレーザ（モルヴェーナ、マゾーン・ヴィチェンティーノが合併）
- ルジアーナ・コンコ（ルジアーナ、コンコが合併）

2024年発足
- ソヴィッツォ（ガンブリアーノ、ソヴィッツォが合併）

## 人物

### 著名な出身者
- ソニア・ガンジー - インドの政治家。ルジアーナ生まれ。
- ロベルト・バッジョ - サッカー選手。カルドーニョ生まれ。